# Santana de Cataguases
Santana de Cataguases là một đô thị thuộc bang Minas Gerais, Brasil. Đô thị này có diện tích 162,549 km², dân số năm 2007 là 3603 người, mật độ 19,9 người/km².